# Сніжків
Сні́жків (в минулому — Сніжків Кут, Іванівка) — село в Україні, у Валківській міській громаді Богодухівського району Харківської області. Населення становить 1594 осіб. До 2020 орган місцевого самоврядування — Сніжківська сільська рада.

## Географія
У селі бере початок річка Грузька.
На відстані в 1 км розташоване село Вільхівське, за 7 км м. Валки.
До села прилягає ліс Заданський (дуб).
Поруч проходить автомобільний шлях М03 (E40).

## Походження назви
Село засноване як Сніжків Кут, а 1902 року перейменоване на Сніжків.
Назва села пояснюється тим, що у дубових урочищах майже до липня місяця лежав сніг і у них влітку була прохолода.
12 червня 2020 року, розпорядженням Кабінету Міністрів України № 725-р «Про визначення адміністративних центрів та затвердження територій територіальних громад Харківської області», увійшло до складу Валківської міської громади.
19 липня 2020 року, в результаті адміністративно-територіальної реформи та ліквідації Валківського району, село увійшло до складу Богодухівського району.

## Хронологія
- 1737 — дата заснування як село Сніжків Кут пов'язано із переселенням українських селян з Правобережної України на землі чугуївського полковника Андрія Аксентьєва, які після його серті успадкував його брат липецький сотник Іван Аксентьєв.
- 1743 — у слободі було 50 дворів[5]
- 1746 — заснований перший храм у селі[6].
- 1902 — перейменоване в Сніжків, але ще довго, за традицією, називалося Сніжків Кут.
- 1917 — Маєток Задонської[7].

## Історія
За даними на 1864 рік у власницькому селі Сніжків Кут, центрі Сніжківської волості Валківського повіту, мешкало 1366 осіб (647 чоловічої статі та 619 — жіночої), налічувалось 260 дворових господарств, існували православна церква, винокуренний та цегельний заводи, відбувалось 6 щорічних ярмарків.
Станом на 1914 рік кількість мешканців зросла до 4510 осіб.
У травні 1920 року у селі відбувся бій між повстанцями та більшовиками.
Під час голоду 1932—1933 років померло щонайменше 226 жителів села.

## Населення

### Мова
Розподіл населення за рідною мовою за даними перепису 2001 року:
| Мова       | Кількість | Відсоток |
| ---------- | --------- | -------- |
| українська | 1521      | 95.42%   |
| російська  | 67        | 4.20%    |
| вірменська | 3         | 0.19%    |
| білоруська | 2         | 0.13%    |
| болгарська | 1         | 0.06%    |
| Усього     | 1594      | 100%     |

## Уродженці
- Несольоний Михайло Михайлович (1988—2022) — український військовий, що трагічно загинув під час російського вторгнення в Україну 24 лютого 2022 року, Герой України.